# Добро пожаловать в Коллинвуд
«Добро пожаловать в Коллинвуд» (англ. Welcome to Collinwood) — криминальная комедия 2002 года. Ремейк фильма 1958 года «Злоумышленники, как всегда, остались неизвестны».
Теглайн фильма: Five guys. One safe. No brains. — «Пятеро тупых и один сейф».

## Сюжет
После неудачной попытки украсть автомобиль Косимо попадает в тюрьму. В тюрьме он встречает старика, который рассказывает ему об идеальном ограблении. Однако, чтобы совершить его, Косимо должен выбраться из тюрьмы. Косимо просит свою подругу подыскать парня, который бы согласился взять вину на себя и отсидеть пару лет за 15 000 долларов. Однако никто сидеть вместо него не хочет и все делают вид, что знают такого человека и приведут его за «проценты».

## В ролях
| Актёр              | Роль      |
| ------------------ | --------- |
| Уильям Мэйси       | Райли     |
| Исайя Вашингтон    | Леон      |
| Сэм Рокуэлл        | Перо      |
| Майкл Джетер       | Тото      |
| Луис Гусман        | Косимо    |
| Патриша Кларксон   | Розалинда |
| Эндрю Дэволи       | Бэйзил    |
| Джордж Клуни       | Джерзи    |
| Дэвид Варшофски    | Бабич     |
| Дженнифер Эспозито | Кармела   |
| Габриэль Юнион     | Мишель    |

## Премьера и кассовые сборы
Премьера фильма состоялась в США 4 октября 2002 года, он вышел на 16 экранах. Из-за ограниченного релиза фильма его сборы составили в США только 336 620$, а общемировые более 4 миллионов долларов, при бюджете 12 миллионов долларов.